# Molucksolfågel
Molucksolfågel (Cinnyris clementiae) är en fågel i familjen solfåglar inom ordningen tättingar.

## Utbredning och systematik
Molucksolfågel delas in i tre underarter med följande utbredning:
- Cinnyris clementiae buruensis – ön Buru
- Cinnyris clementiae clementiae – öarna Boano (nordväst om Seram), Ambon, Seram och Watubela
- Cinnyris clementiae keiensis – Kaiöarna i sydöstra Moluckerna

Fågeln kategoriserades tidigare som underart till Cinnyris jugularis, men erkänns sedan 2023 som egen art av både IOC och eBird/Clements.

## Status
IUCN erkänner den ännu inte som egen art, varför dess hotstatus inte bedömts.